# Établissement rural de Tchendek
L'établissement rural de Tchendek (en russe : Чендекское се́льское поселе́ние, en altaï méridional : Чендектиҥ јурт јеезези) est une entité municipale russe du raïon d'Oust-Koksa dans la république de l'Altaï. Son centre administratif est le village de Tchendek, et sa population s'élevait à 1 082 habitants en 2023.

## Géographie
L'établissement rural se situe dans le raïon d'Oust-Koksa, un des dix raïons de la république de l'Altaï, en Sibérie. Il est un des neuf établissements ruraux du raïon d'Oust-Koksa. Son centre administratif est le village de Tchendek,.

## Histoire et statut
À l'époque soviétique, l'établissement rural était un conseil de village (selsoviet). Mais en 1995, le conseil de village a été transformé en administration rurale. Le 13 janvier 2005, à la suite de la réforme municipale, l'administration rurale a été transformée en établissement rural.

## Population
Recensements (*) et estimations de la population,:
| 2010* | 2021* | 2023  | - |
| ----- | ----- | ----- | - |
| 1 390 | 1 085 | 1 082 | - |

## Localités
L'établissement rural compte 6 localités,.
|    | Nom          | Nom russe    | Statut    | Population Recensement 2021 |
| -- | ------------ | ------------ | --------- | --------------------------- |
| 2  | Ak-Koba      | Ак-Коба      | possiolok | 29                          |
| 23 | Maralnik-2   | Маральник-2  | possiolok | 21                          |
| 24 | Margala      | Маргала      | possiolok | 103                         |
| 26 | Nijni Ouïmon | Нижний Уймон | village   | 116                         |
| 29 | Polevodka    | Полеводка    | possiolok | 66                          |
| 41 | Tchendek     | Чендек       | village   | 750                         |